# Utuq
Utuq (ryska: Утуг) är en ort i Azerbajdzjan.   Den ligger i distriktet Quba Rayonu, i den nordöstra delen av landet, 130 km nordväst om huvudstaden Baku. Utuq ligger 1 328 meter över havet och antalet invånare är 312.
Terrängen runt Utuq är varierad. Runt Utuq är det ganska glesbefolkat, med 48 invånare per kvadratkilometer.. Närmaste större samhälle är Cimi, 7,4 km nordväst om Utuq. 
Omgivningarna runt Utuq är en mosaik av jordbruksmark och naturlig växtlighet.